# Reasonable optical near joint access

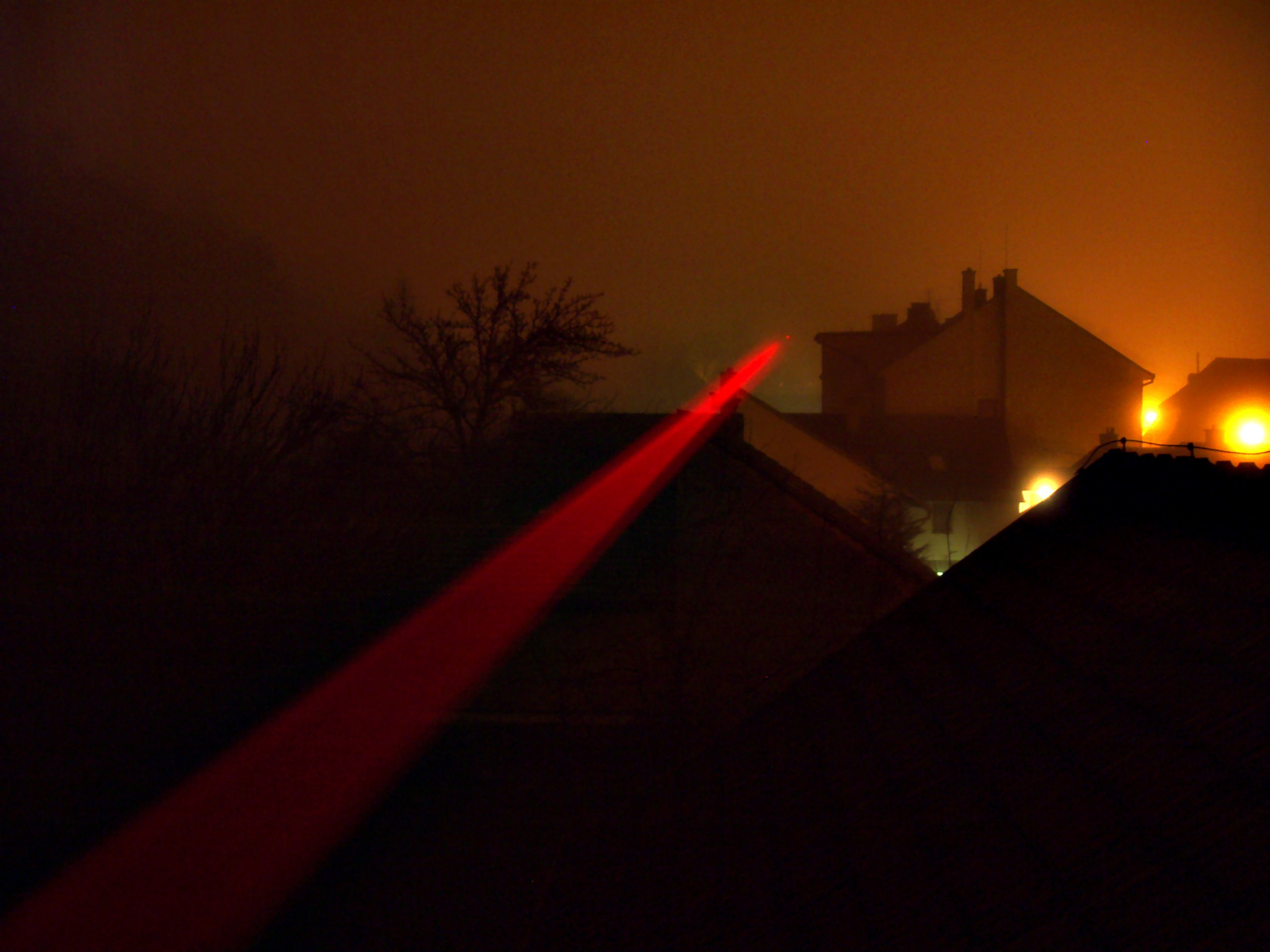
Artificiell illustration av ett scenario där en RONJA-länk slutar fungera på grund av kraftig dimma.

Reasonable optical near joint access, RONJA, är en konstruktion för trådlös optisk kommunikation genom luften med hjälp av ljus. 
RONJA har sitt ursprung i Tjeckien och kan användas för att ersätta segment från ett LAN, och man kan använda anslutningen som om man var inkopplad fysiskt inkopplad via 10 Mbps Ethernet med full duplex.